# リポン条約
リポン条約（Treaty of Ripon）は、1640年10月26日に、イングランド北部ノース・ヨークシャーの町リポンで、イングランド王兼スコットランド王チャールズ1世とスコットランド国民盟約が結んだ第2次主教戦争の講和条約。
翌1641年8月26日にもロンドン条約として批准された。

## 概要
1639年の第1次主教戦争は不首尾に終わりベリック条約を締結したチャールズ1世は、再起を図り1640年4月に戦費課税の目的から短期議会を召集したが上手く行かず解散、何とか戦費をかき集め軍勢を召集したが、人数が少なく兵の質も悪く、司令官のストラフォード伯爵トマス・ウェントワースに人望が無いなど欠点ばかりが目立ち盟約派と戦える状態になかった。そこを盟約派に突かれて8月のニューバーンの戦いで敗れ、軍を立て直せないチャールズ1世は和睦とはいえ事実上の降伏を余儀無くされた。
条約内容はスコットランド軍が戦争中に占領したイングランド北部のノーサンバーランドとダラムに駐屯、最終的な講和成立までチャールズ1世が駐屯軍維持費としてスコットランドに2ヶ月で1日850ポンド支払う、スコットランド議会で通過した政治・宗教関係の立法の承認まで約束させられた。全てチャールズ1世に不利な内容だったが、維持費さえ払えない彼は資金調達のため11月に長期議会を召集、清教徒革命（イングランド内戦）を招く遠因となった。
一方スコットランドはロンドン条約で同君連合改変を提案、スコットランドの宗派である長老派教会をイングランド・アイルランドにも適用、スコットランド議会をイングランド議会と同等に位置づけ政治・宗教・軍事などを共同で話し合い、王権に制限をかけるなど、制限君主制における連邦制というべき構想を描いていた。提案はいずれも先送りあるいは未回答に終わったが、盟約派は構想を捨てず内戦中にイングランドと交渉して実現を目指した。1643年の議会派との厳粛な同盟と契約、1647年のチャールズ1世との和解契約にそれが反映されることになったが、盟約派の提携は前者で第一次イングランド内戦の戦局の転換、後者で第二次イングランド内戦の勃発に結び付くことになる。